# Chiesa della Purificazione di Maria Vergine (Parma, Vicomero)
La chiesa della Purificazione di Maria Vergine è un luogo di culto cattolico dalle forme barocche e neoclassiche, situato in strada San Rocco 2 a Vicomero, frazione di Parma, in provincia e diocesi di Parma; è sede di una parrocchia compresa nella zona pastorale della città.

## Storia
Il luogo di culto fu originariamente costruito in epoca medievale; la più antica testimonianza della sua esistenza risale al 1230, quando la Capelle S. Marie de Vigogumero fu citata nel Capitulum seu Rotulus Decimarum della diocesi di Parma tra le dipendenze della pieve di Castelnovo.
Nel 1534 la giurisdizione sulla cappella passò all'autorità episcopale di Parma, mentre nel 1564 la chiesa fu elevata a sede parrocchiale autonoma.
Nel corso del XVII secolo l'edificio fu profondamente ristrutturato; nel 1679 fu inoltre riedificata la sagrestia vecchia e nel tempio fu collocato il fonte battesimale; tra il 1680 e il 1684 fu ampliata l'adiacente canonica, mentre nel 1682 furono sostituite le antiche capriate lignee di copertura della navata con una volta a botte; nel 1696 fu sopraelevato il campanile, rendendolo pericolante; la torre fu pertanto demolita e ricostruita tre anni dopo.
Nel XVIII secolo gli interni del tempio furono soggetti ad alcuni interventi di restauro.
Altri lavori furono eseguiti nel XIX secolo; nel 1818 furono costruite le due seconde cappelle laterali; nel 1836 fu edificata la sagrestia nuova, mentre nel 1836 fu allungata la zona del presbiterio; tra il 1894 e il 1908 furono innalzate le due prime cappelle laterali e nel frattempo nel 1904 furono sostituite le pavimentazioni interne.
Nel 1916 il campanile, ancora pericolante, fu risistemato; nel 1930 furono ripristinate le coperture della chiesa, al cui interno fu nuovamente rifatto il pavimento; nel 1938 fu ampliata la sagrestia nuova e l'anno seguente furono riccamente affrescate le volte e le pareti del luogo di culto ad opera del pittore Riccardo Vassini; tra il 1959 e il 1968 furono realizzati gli impianti di riscaldamento e furono parzialmente rifatte le coperture; tra il 1980 e il 1990 furono eseguite alcune opere di risistemazione riguardanti le strutture e il tetto.
Tra il 2005 e il 2008 l'intero edificio e l'adiacente canonica furono sottoposti a lavori di restauro e di consolidamento strutturale.

## Descrizione

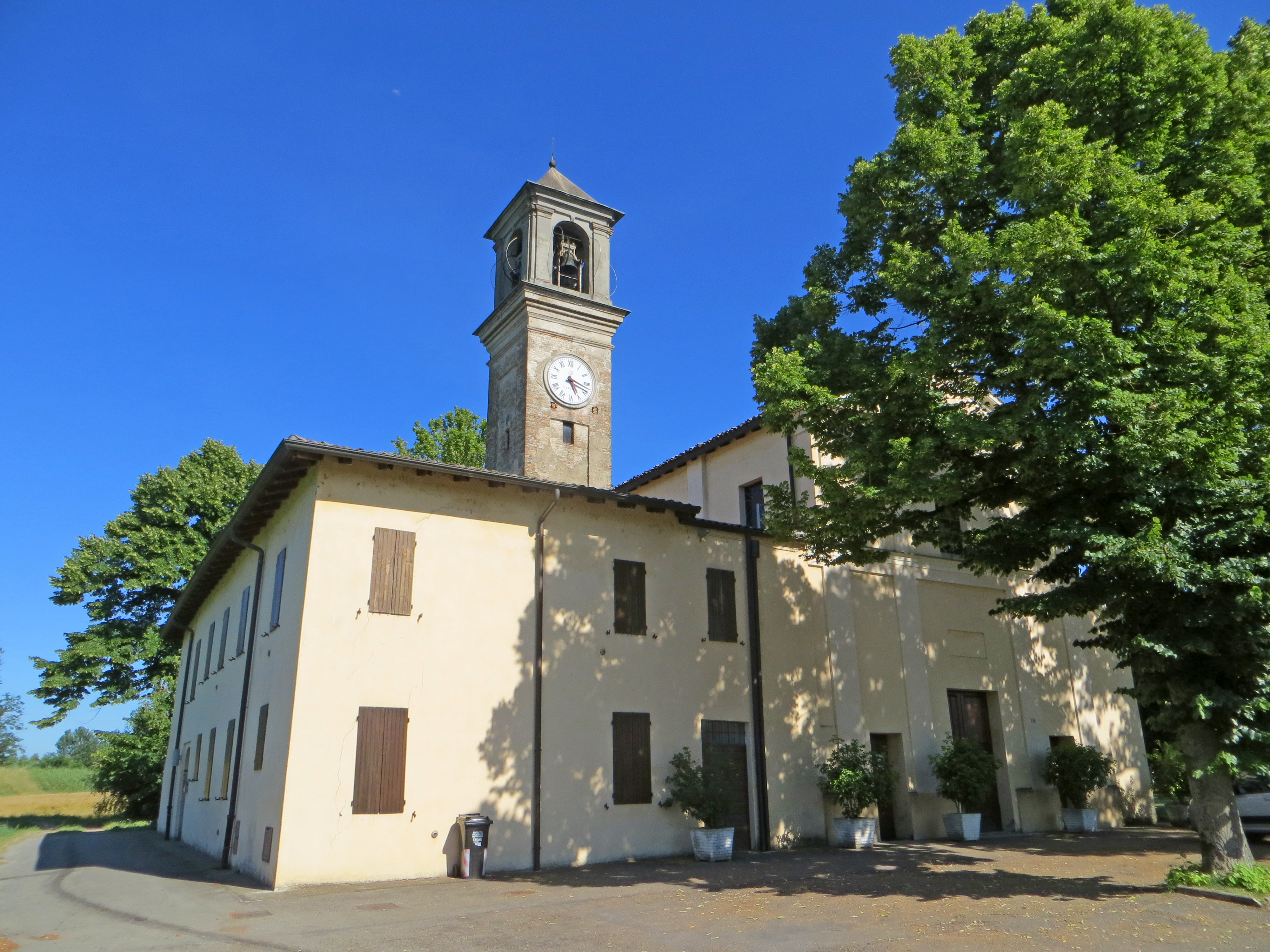
Chiesa e canonica

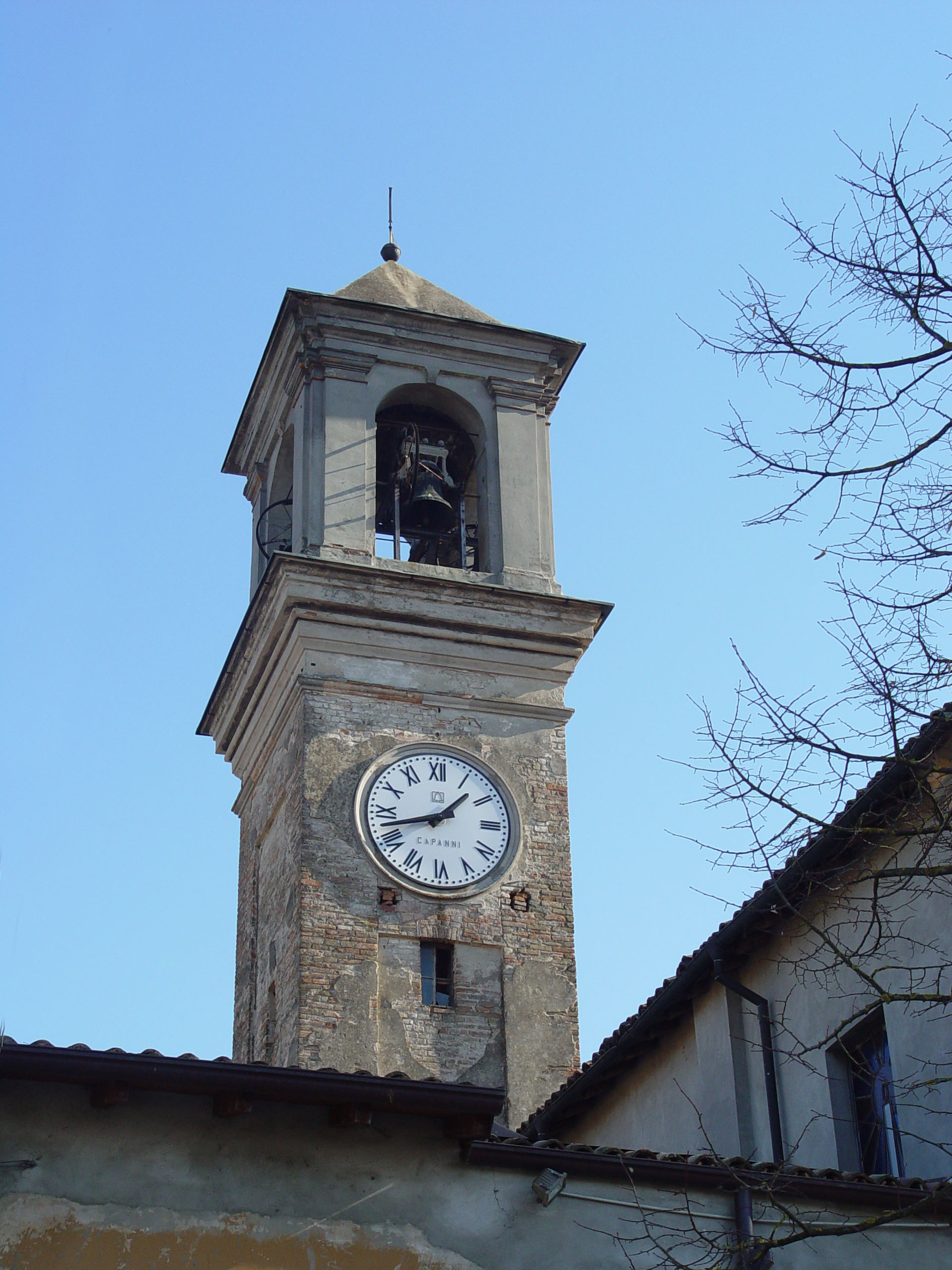
Campanile

La chiesa si sviluppa su un impianto a navata unica affiancata da due cappelle per lato, con ingresso a ovest e presbiterio absidato a est.
La simmetrica facciata a capanna, interamente intonacata, è scandita orizzontalmente in due parti da un cornicione in lieve aggetto. Inferiormente si elevano su un basamento quattro lesene; al centro è collocato l'ampio portale d'ingresso principale privo di cornice, sormontato da una specchiatura rettangolare, mentre ai lati si aprono i due più piccoli accessi secondari. Superiormente si innalzano, in continuità con quelle sottostanti, quattro lesene; nel mezzo è posto un finestrone rettangolare; in sommità si staglia a coronamento un frontone triangolare con cornice in aggetto.
Dal lato destro dell'alta navata aggettano i più bassi volumi delle cappelle laterali e della sagrestia nuova; il prospetto opposto è affiancato, oltre le cappelle e la sagrestia vecchia, dalla canonica e, sul fondo, dal campanile. La torre si erge su due ordini, separati da un cornicione modanato in aggetto e arricchiti da specchiature e da un grande orologio sulla fronte ovest; la cella campanaria si affaccia sui quattro lati attraverso ampie monofore ad arco a tutto sesto, delimitate da lesene coronate da capitelli dorici; a coronamento si erge una guglia piramidale.
All'interno la navata, coperta da una volta a botte lunettata decorata con affreschi risalenti al 1959, è affiancata da una serie di lesene doriche, a sostegno del cornicione perimetrale in aggetto; le cappelle laterali si affacciano attraverso ampie arcate a tutto sesto.
Il presbiterio, lievemente sopraelevato, è preceduto dall'arco trionfale] a sesto ribassato, retto da pilastri decorati con lesene doriche e due nicchie aperte verso la navata; l'ambiente, chiuso superiormente da una volta a vela dipinta, ospita l'altare maggiore ligneo a mensa, aggiunto dopo il 1970; sul fondo l'abside, coperta dal catino a semicupola affrescato, ospita tra due finestroni laterali la pala cinquecentesca rappresentante la Purificazione.
La chiesa è ornata sui lati da due frammenti di affreschi realizzati tra la fine del XV secolo e gli inizi del XVII, rinvenuti nel corso dei lavori di realizzazione dell'impianto di riscaldamento dopo il 1960; i dipinti raffigurano rispettivamente sulla destra San Michele con un'altra figura ammantata con libro e bastone e la Natività di Maria Vergine e sulla sinistra la Madonna col Bambino in trono e San Giovanni Evangelista.
L'edificio conserva inoltre alcune opere di pregio, tra un ovale ritraente Santa Lucia Vergine e Martire, eseguito da Ferdinando Brignole nel 1779, una tela settecentesca riproducente Sant'Antonio Abate che guarisce una mucca a due contadini, opera di Domenico Muzzi, un dipinto raffigurante il Profeta Elia col garzone sul monte Carmelo, realizzata da Antonio Bresciani nel 1781, tre oli rappresentanti San Francesco in orazione, il Santo francescano e la Madonna col Bambino, ritratti da Filippo Beghi i primi due nel 1852 e l'ultimo nel 1857, una tavola seicentesca raffigurante Cristo coronato da spine, due piastrelle tardo-settecentesche in terracotta raffiguranti la Madonna pastora e la Madonna e due santi e un paliotto seicentesco in cuoio, dipinto con la raffigurazione della Purificazione.